# Rifugio Bella Vista
Il rifugio Bella Vista (in tedesco Schöne-Aussicht-Hütte o anche Schutzhütte Schöne Aussicht) è un rifugio situato nel comune di Senales (BZ) e più precisamente nella frazione di Maso Corto.
Situato a 2 845 m s.l.m. a sudovest del Giogo Alto, il passo della Cresta di Senales che collega la Val Senales con le valli austriache di Rofental, Ventertal e Ötztal. Il rifugio si trova poco distante dal confine di stato tra Italia e Austria.
La costruzione di un primo bivacco risale al 1869, nel 1886 venne aperto il percorso da Maso Corto e nel 1890 venne costruito un rifugio che fu poi ampliato nel 1896/97 e da quel momento rimase aperto tutto l'anno. Un altro ampliamento ebbe luogo nel 1904. La riapertura estiva dopo la Prima guerra mondiale fu nel 1924, dal 1932 l'apertura fu nuovamente annuale. L'ampliamento del 1933 portò l'edificio alle dimensioni attuali. 
Durante la seconda guerra mondiale fu di nuovo chiuso, la costruzione della teleferica è del 1953. Il rifugio è di proprietà privata e nel 2006 è stato ristrutturato.
Il percorso compiuto due volte l'anno dalle greggi che attraversano il Giogo Alto per andare dai pascoli della Val Senales a quelli dell'Ötztal passa nei pressi del rifugio.